# Бамптон
Бамптон – селище в долині Темзи у графстві Оксфордшир, Англія. 
До XIX століття населений пункт мав статус ярмарку. 

## Галерея

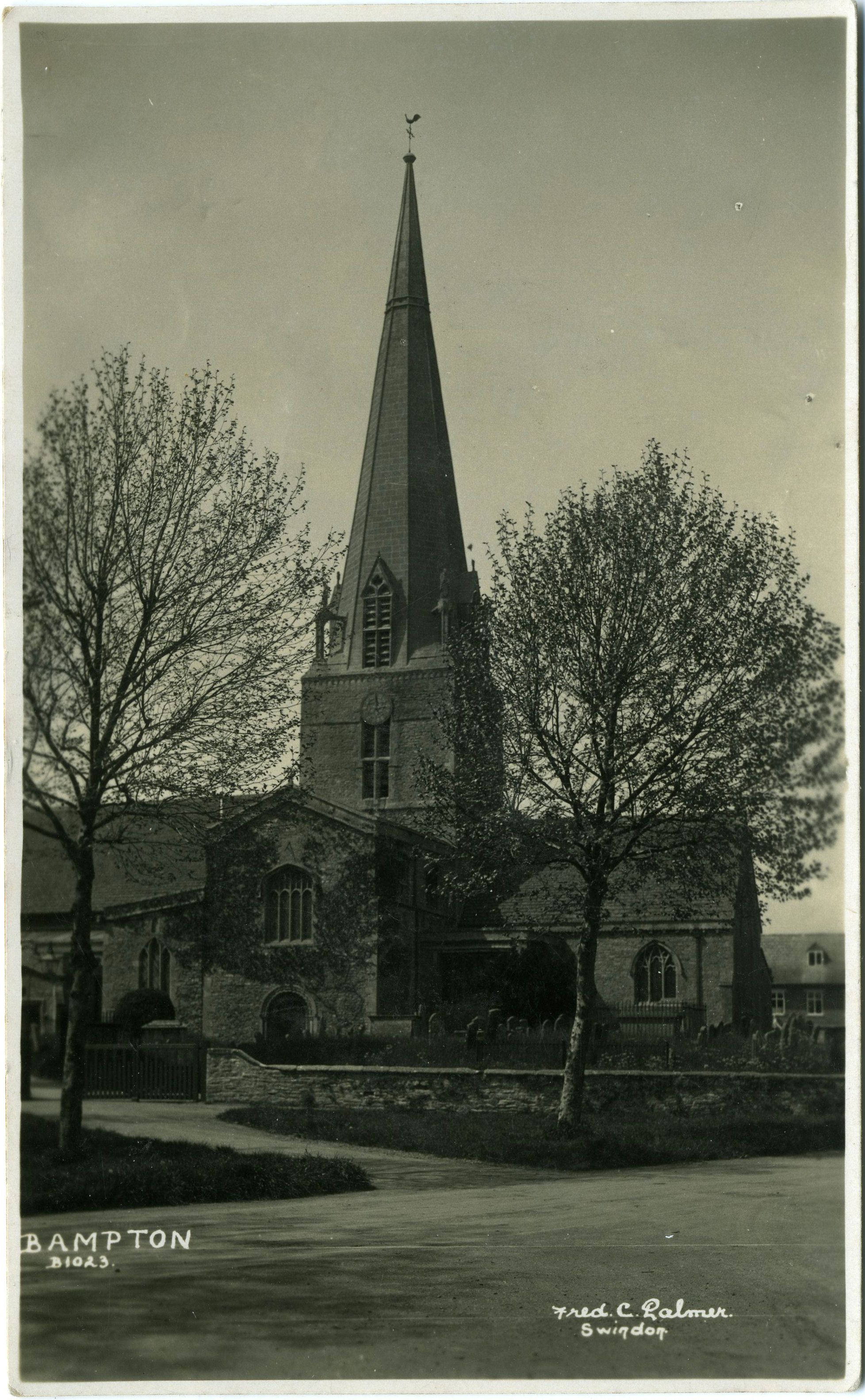
Поштова листівка 1931 року
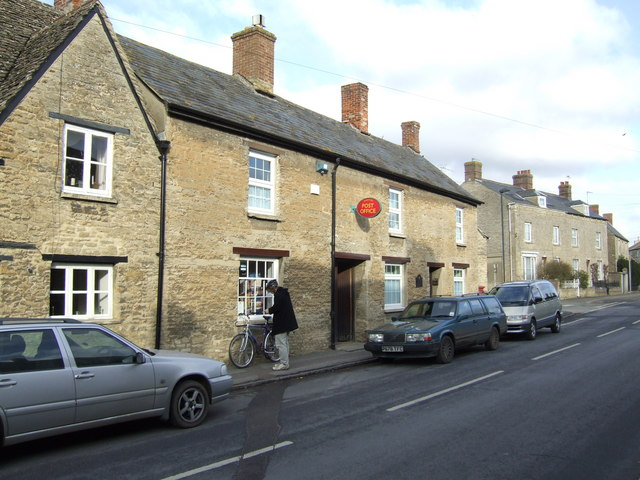
Поштове відділення у Бамптоні
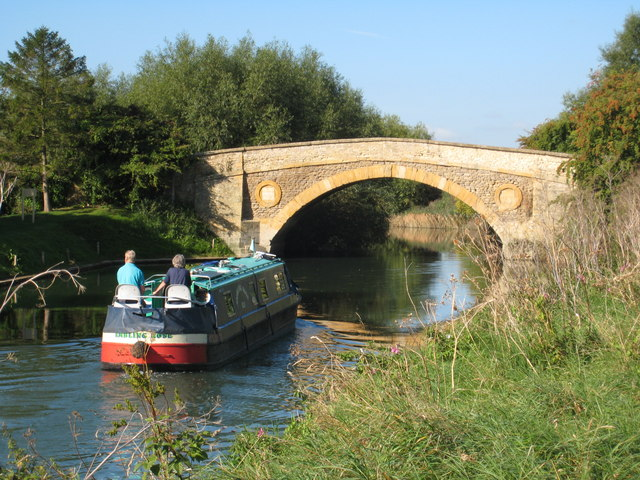
Міст Тедпол